# NKWD-Befehl Nr. 00447

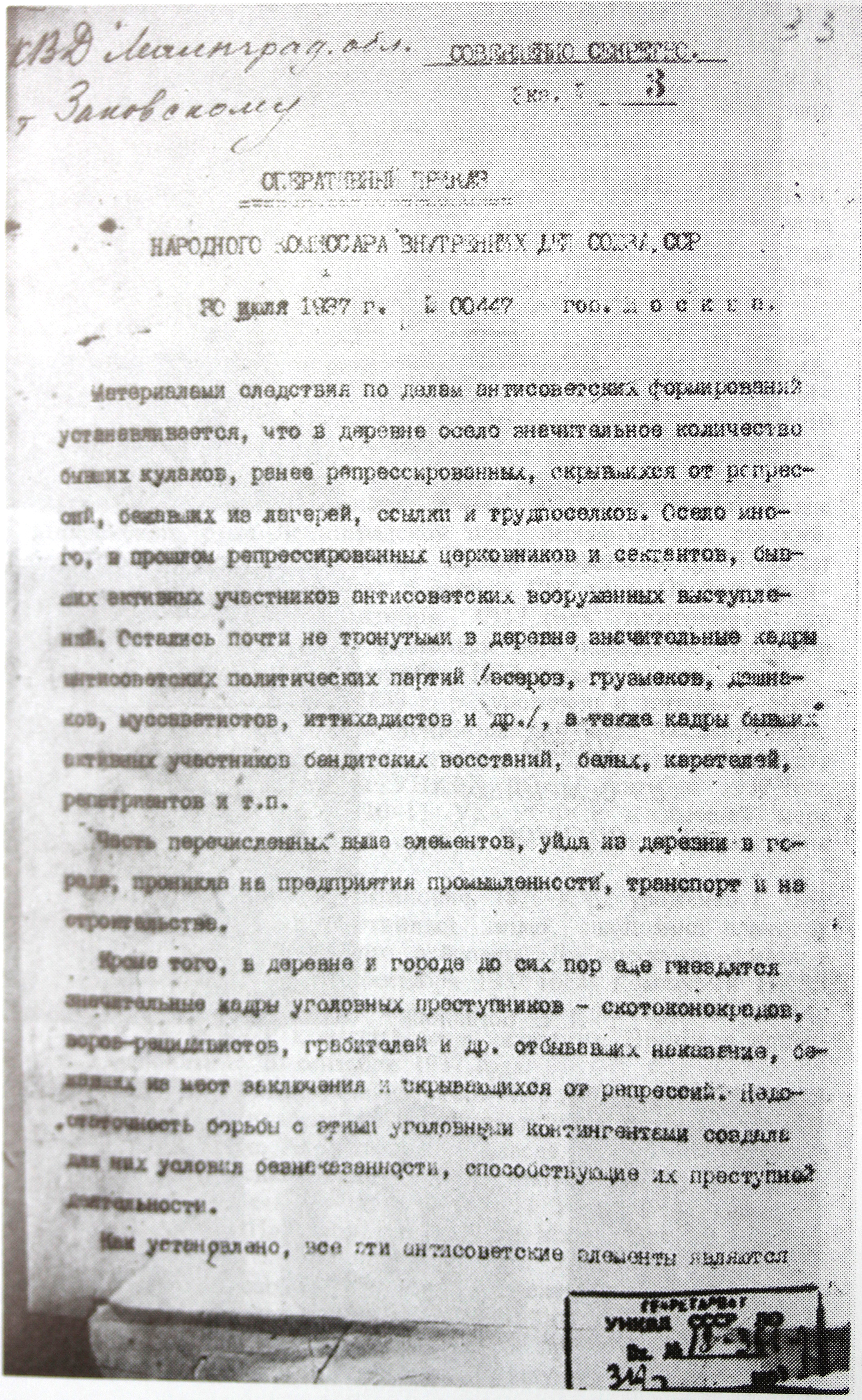
NKWD-Befehl Nr. 00447

Der NKWD-Befehl Nr. 00447 (eigentlich Operativer Befehl des Volkskommissariats für Inneres der UdSSR Nr. 00447 „Über die Operation zur Repression ehemaliger Kulaken, Krimineller und anderer antisowjetischer Elemente“, kurz auch „Kulakenoperation“ genannt) war ein am 30. Juli 1937 erteilter, streng geheimer Befehl des Volkskommissariats für Innere Angelegenheiten (NKWD). Auf seiner Grundlage wurden von August 1937 bis November 1938 insgesamt 800.000 bis 820.000 Personen verhaftet, davon mindestens 350.000 – eventuell bis zu 445.000 – erschossen, die übrigen in Lager des Gulag eingewiesen. Dabei wurden die anfangs festgelegten, regional differenzierten Quoten – 233.700 Menschen sollten verhaftet, von ihnen sollten 59.200 erschossen werden – mehrfach übertroffen. Damit war dies die größte der Massenoperationen des Großen Terrors.
Der Geheimbefehl wurde erst 1992 veröffentlicht. Die seither gefundenen Quellen zu seiner Vorbereitung und Umsetzung offenbaren, dass die Führung der Sowjetunion bzw. ihrer Kommunistischen Partei die Verhaftungen und den Massenmord direkt befahl und leitete.
Zugleich musste das bisherige Bild, wonach der Große Terror primär gesellschaftliche Eliten traf, revidiert werden. Denn anders als die öffentlichen Schauprozesse, aber ebenso wie die weniger umfangreichen „nationalen Operationen“, richtete sich die „Kulakenoperation“ gegen einfache Bürger der Sowjetunion, darunter Bauern, Dorfgeistliche, als asozial oder kriminell eingestufte Personen und frühere Angehörige von Oppositionsparteien. Sie wurden nicht von regulären Gerichten, sondern von Troikas – außergerichtlichen Organen, die pseudojuristische Verfahren anwandten – verurteilt.

## Hintergrund

### Entwicklungen innerhalb der Sowjetunion
Seit dem Ende der Neuen Ökonomischen Politik (1927) und den damit verbundenen umfassenden Plänen zur Veränderung der sowjetischen Gesellschaft nahm die administrative und polizeiliche Unterdrückung jener Personenkreise zu, die von der sowjetischen Staats- und Parteiführung als soziale Außenseiter und Feinde angesehen wurden. Die zwangsweise Kollektivierung (ab 1928) und die Entkulakisierung (ab 1929) erzeugten lokale Massenproteste, Unruhen und Revolten sowie weit verbreiteten Hunger (→ Holodomor, 1932/33). Die Veränderungen in der Agrarordnung sowie die forcierte Industrialisierung der Sowjetunion führten zur massenhaften Binnenmigration. Mindestens 23 Millionen Menschen zogen im Zeitraum von 1926 bis 1939 vom Land in die Städte und verschärften dort die prekäre Versorgungslage. Auch die Kriminalität nahm erheblich zu.
Auf die so entstandenen gesellschaftlichen Verwerfungen reagierten Partei und Administration mit der Einführung von Inlandspässen für die Stadtbevölkerung. Unerwünschte „Elemente“ wurden auf diese Weise aus urbanen Zentren verbannt und zwangsweise in so genannte Sonder- bzw. Arbeitssiedlungen in unwirtlichen Gegenden verbracht. Insbesondere Personen, die die sowjetischen Partei- und Staatskader als Kulaken ansahen, stellten den Großteil des verfolgten Personenkreises. Die Verfolgungsmaßnahmen blieben jedoch aus Sicht der Staats- und Polizeiführung lückenhaft: Nach Polizeiangaben flohen zirka ein Drittel aller seinerzeit deportierten Ex-Kulaken, das heißt 600.000 bis 700.000 Personen, aus den Verbannungsregionen. „Entkulakisierte“ Bauern waren nicht nur aus den Regionen und Sondersiedlungen geflohen. Das „Kulakenexil“ war auch nur für eine Minderheit jener Menschen attraktiv, deren Verbannungszeit – in der Regel fünf Jahre – abgelaufen war. In drei von vier Fällen strebten sie zurück in ihre Herkunftsregion oder suchten sich Arbeit in der entstehenden Sowjetindustrie. Flucht und Abwanderung drohten die „Erfolge“ der Entkulakisierung zu gefährden, sie waren darum eine der vorrangigen Sorgen Stalins. Laut Nikolai Jeschow, Chef des NKWD seit Herbst 1936, gefährdete die missliebige Gruppe der Kulaken durch vielfältige antisowjetische Sabotageakte den Fortbestand des sowjetischen Gesellschaftsmodells.
Die von Josef Stalin für Dezember 1937 angesetzten allgemeinen, freien, gleichen und geheimen Wahlen zum Obersten Sowjet beunruhigten viele führende Funktionäre. In erster Linie unterstellten sie verfolgten Kirchenvertretern und „Kulaken“, sich mit weiteren „Feinden“ der Sowjetmacht zusammenzutun, um über Wahlkampagnen und die Wahlen selbst Einfluss auf die Politik in der Sowjetunion zu gewinnen. Bereits die Stalin-Verfassung von Dezember 1936 gestand den vielen Hunderttausend Entrechteten und Verfolgten auf dem Papier umfassende Rechte zu. Viele lokale Funktionäre fürchteten, die Machtverhältnisse könnten sich zu Ungunsten der Bolschewiki entwickeln.

### Außenpolitische Faktoren und Verschwörungsängste
Zu dieser innergesellschaftlichen und innenpolitischen Konstellation kamen außenpolitische Faktoren hinzu. Die sowjetische Führung fürchtete, von aggressiv auftretenden ausländischen Mächten – insbesondere vom Deutschen Reich, der Polnischen Republik und dem Japanischen Kaiserreich – angegriffen zu werden. Die sowjetische Propaganda trug diese Befürchtungen und Behauptungen ins Land: Überall seien Volksfeinde, Spione, Verschwörer, Saboteure und Schädlinge am Werk, die die Sowjetunion von innen heraus schwächten. Der Führungszirkel um Stalin wurde von der Sorge umgetrieben, im Falle eines Angriffs ausländischer Mächte könnten die vermeintlichen Feinde im Landesinneren, angeführt von organisationserfahrenen Ex-Parteimitgliedern und in der Sowjetunion lebenden ausländischen Fachleuten, systemgefährdende Aufstandsbewegungen initiieren. Die Massenbasis der Rebellionen könnten die Hunderttausende stellen, die das sowjetische Regime in der Vergangenheit drangsaliert hatte: Ex-Kulaken, Gläubige, Deportierte, Kriminelle, sozial Auffällige und andere mehr. Um dieser Gefahr präventiv zu begegnen, organisierten die Spitzen von Partei und NKWD schließlich die Schauprozesse – hier wurden dem Volk Sündenböcke für die vielfachen Probleme des sowjetischen Wirtschafts- und Alltagslebens präsentiert – und vor allem die geheimen Massenoperationen des Großen Terrors. So sollte verhindert werden, dass im Kriegsfall eine antisowjetische „Fünfte Kolonne“ entstand.

## Vorbereitung

### Stalins Schreiben vom 3. Juli 1937
Am 3. Juli 1937 übermittelte Stalin Nikolai Jeschow sowie den regionalen Parteileitungen und NKWD-Repräsentanten einen Beschluss, der am Vortag im Politbüro gefasst worden war. Dieser sah vor, eine landesweite Verfolgungskampagne gegen ehemalige Kulaken und „Kriminelle“ zu beginnen. Von den lokalen Autoritäten verlangte das Schreiben innerhalb von fünf Tagen umfassende Vorbereitungsmaßnahmen:
- Gemessen am Grad ihrer Gefährlichkeit seien die Zielpersonen der Kampagne in zwei Kategorien einzuteilen und auf regionaler Ebene zu registrieren. Die „am feindlichsten gesinnten“ Kulaken und Kriminellen waren als „Kategorie 1“ zu behandeln – sie sollten zum Tode verurteilt und erschossen werden. Die „weniger aktiven, aber trotzdem feindlichen“ Personen – sie wurden zur „Kategorie 2“ zusammengefasst – seien zu deportieren.
- Zur Aburteilung der Zielpersonen seien Sondergerichte zu bilden, sogenannte Troikas. In der Regel setzten sie sich aus dem regionalen NKWD-Repräsentanten, dem regionalen Parteisekretär und dem Staatsanwalt des betroffenen Gebietes zusammen.
- Sowohl die Zahl der jeweils in „Kategorie 1“ beziehungsweise „Kategorie 2“ erfassten Personen als auch die namentliche Zusammensetzung der Troikas sollte der Leitung in Moskau in der gesetzten Frist gemeldet werden.

Die Struktur der Kampagne ähnelte damit jener, die der Entkulakisierung zugrunde gelegen hatte. Am 1. Februar 1930 hatte Genrich Jagoda, der Vorgänger Jeschows im Amt des Geheimdienst-Chefs, den OGPU-Befehl Nr. 44/21 unterzeichnet. Dieser teilte die zu verfolgenden Kulaken in drei Kategorien ein und sah für die entsprechend eingeordneten Personen unterschiedlich definierte Repressionen vor – Personen der „Kategorie 1“ konnten, sofern sie Anzeichen fortgesetzten Widerstands zeigten, erschossen werden. Auch das Instrument der Troika wurde hier angewandt.

### Rücklauf
Die Partei- und NKWD-Repräsentanten sandten im Juli 1937 die gewünschten Informationen an die Moskauer Zentrale der Partei bzw. an das Innenministerium. Dabei überschritten sie häufig die ihnen gesetzte Frist erheblich und lieferten ausdrücklich nur vorläufige, grob geschätzte Zahlen für die beiden Verfolgungskategorien. Im Verlauf des Julis korrigierten einige Regionen ihre Zahlen – teils sehr deutlich – nach oben. Die höchste Zahl der zu erschießenden und zu deportierenden Personen meldete der Erste Sekretär des Moskauer Gebietsparteikomitees, Nikita Chruschtschow. Am 10. Juli 1937 bezifferte er 41.305 „kriminelle und kulakische Elemente“. 8.500 galten ihm als zu erschießende Personen (Kategorie 1), 32.805 Menschen seien zu verbannen.
Mit den Antwortschreiben gingen in Moskau auch Ersuchen ein, die Zielgruppe der Verfolgung zu erweitern. Entsprechende Vorschläge zielten auf Gefängnisinsassen, Mitglieder von „nationalistischen“ oder „konterrevolutionären“ Organisationen, Weißgardisten, Terroristen, Sonder- bzw. Arbeitssiedler, „Schädlinge“, Brandstifter oder „Ehemalige“, Remigranten oder „Schleuser“. Auch um die Erlaubnis zur Verfolgung von Geistlichen wurde ausdrücklich gebeten. Das Politbüro entsprach in der Regel allen Sonderwünschen und weitete demgemäß den Titel des NKWD-Befehls auf „andere antisowjetische Elemente“ aus.

### Vorbereitungskonferenzen
Um den 13. Juli 1937 beorderte die Führung des NKWD die Leiter der regionalen NKWD-Dienststellen zu einer zentralen Konferenz. Sie fand am 16. Juli in Moskau statt und diente der Koordination der anstehenden Massenoperation und zur Klärung offener Fragen. Ein Stenogramm oder Protokoll dieser Konferenz ist nicht überliefert. Zeugenaussagen von Teilnehmern und Vorbereitungsmaterialien für diese Sitzung lassen jedoch darauf schließen, dass den Konferenzteilnehmern mitgeteilt wurde, die bislang kursierenden Zahlen für Kategorie 1 und Kategorie 2 nicht für endgültige zu halten. Ob den Delegierten die Erlaubnis zur Folter erteilt wurde, ist hingegen fraglich. Die Erweiterung der zunächst durch Stalin vorgegebenen Zielgruppe dürfte ebenfalls Thema gewesen sein.
Auf regionaler Ebene fanden bis Ende Juli weitere Vorbereitungskonferenzen statt. Für die westsibirische Region ist beispielsweise auf einer entsprechenden Tagung in Nowosibirsk am 25. Juli 1937 festgelegt worden, dass strengste Geheimhaltungspflichten einzuhalten seien, auf welche Weise Vereinfachungen in der polizeilichen Ermittlungspraxis erreicht werden könnten und mit welchem Tempo Verhaftungen vorzunehmen seien. Den Anwesenden wurde zudem empfohlen, abgelegene Erschießungs- und Beerdigungsorte auszuwählen. Die Teilnehmer der Sitzung in Nowosibirsk begrüßten die Ausführungen über die anstehende Massenoperation mit „stürmischer Zustimmung“.

### Michail Frinowski als Koordinator
Die führende Rolle bei der Koordination aller Vorbereitungen, bei der Abfassung und später auch bei der Umsetzung des NKWD-Befehls Nr. 00447 kam Michail Frinowski, dem Stellvertreter Jeschows, zu. Er unterrichtete die Mitglieder des Politbüros über den Fortgang der Planungen und erhielt von diesem Gremium entsprechende Anweisungen. Stalin empfing ihn im Juli 1937 dreimal in seinem Arbeitszimmer. Frinowski legte seinen Befehlsentwurf Jeschow am 30. Juli vor, dieser zeichnete den Befehl ab. Anschließend übersandte Frinowski den Befehl – ein 15 beziehungsweise 19 Seiten langes Typoskript – an den Leiter der Kanzlei Stalins, Alexander Poskrjobyschew, mit der Bitte um Weiterleitung an das Politbüro. Dieses Gremium stimmte der Order am 31. Juli 1937 ohne Änderungen zu. Noch am gleichen Tag ging sie an alle NKWD-Leiter in den Republiken, Regionen und Gebieten der UdSSR.

### Operative Vorläufer
Nicht nur der OGPU-Befehl Nr. 44/21 von 1930, sondern auch zwei gerade zu jenem Zeitpunkt erst begonnene Repressionskampagnen mit begrenztem Umfang lieferten strukturelle Vorbilder für die Kulakenoperation:
Der Beschluss des Politbüros vom 28. Juni 1937 „Über die Aufdeckung einer konterrevolutionären Organisation zur Vorbereitung eines Aufstandes unter den ausgewiesenen Kulaken in Westsibirien“ gilt als direkter Vorbote des Kulakenbefehls, auch weil hier der erneute Einsatz von Troikas vorgesehen war. Die Maßnahme richtete sich gegen vermutete Angehörige und Unterstützer einer imaginierten „Russischen allgemeinmilitärischen Vereinigung“ (ROVS) in Westsibirien, der man eine weitreichende militärische Verschwörung unterstellte, angeblich angeführt von Generälen der Weißen Armee aus dem russischen Bürgerkrieg. Eine Troika hatte die Aufgabe, über das Schicksal der vorgeblichen Verschwörer zu bestimmen. Neben Robert Eiche, der als Parteisekretär des westsibirischen Gebietskomitees fungierte, gehörten ihr der Chef des NKWD Westsibiriens und der zuständige Staatsanwalt an.
Am 25. Juli 1937 unterzeichnete Jeschow zudem den geheimen NKWD-Befehl Nr. 00439, eine Order mit dem offiziellen Titel: „Operation zur Ergreifung von Repressivmaßnahmen an deutschen Staatsangehörigen, die der Spionage gegen die UdSSR verdächtig sind“. Diese sogenannte „Deutsche Operation“, eine Unterdrückungsmaßnahme gegen Deutsche und deutschstämmige Sowjetbürger zielte vordergründig darauf ab, vermeintliche Spione des NS-Regimes aufzuspüren und unschädlich zu machen.

## Inhalt des Befehls

### Zielgruppe
In der Einleitung des Befehls brachte Jeschow zum Ausdruck, dass alle Personen, die als traditionelle Feinde der kommunistischen Machthaber galten, endgültig beseitigt werden sollten. Er schrieb, dass „diese ganze Bande antisowjetischer Elemente ohne die geringste Schonung zu zerschlagen“ sei. Ihrem „niederträchtigen, zersetzenden Treiben“ sei „ein für allemal“ ein Ende zu setzen. Zur Zielgruppe zählten
- aus der Verbannung nach Fristablauf zurückgekehrte oder geflohene ehemalige Kulaken,
- Mitglieder von früheren Aufstandsorganisationen,
- ehemalige Weißgardisten,
- vormalige Mitglieder nicht-bolschewistischer Parteien,
- frühere Angehörige zaristischer Straforgane,
- ehemalige Beamte des Zarenreiches.

„Sozial schädliche Elemente“ und „Gemeingefährliche“ ergänzten diese „Ehemaligen“. Dazu gehörten
- kriminelle Wiederholungstäter,
- sogenannte Banditen,
- Berufsschmuggler,
- Spekulanten,
- Räuber,
- Vieh- und Pferdediebe,
- Anhänger von „Sekten“ und Kirchenmitglieder,
- andere, vorgeblich „konterrevolutionär“ eingestellte Personen, denen nachgesagt wurde, sich in Lagern aktiv gegen die Sowjetunion zu betätigen.

### Quoten und Strafen
Gegenüber den Planungen ergab sich eine Reduzierung der im Befehl festgelegten Ziffern für die Kategorien 1 und 2. Insgesamt hatten 59 Republiken, Regionen und Gebiete zusammen 263.076 ehemalige Kulaken und Kriminelle gemeldet: 85.511 waren zur Erschießung vorgesehen und 181.562 sollten verbannt werden. Der Befehl sah jedoch eine um rund 29.000 Personen reduzierte Opferzahl vor: 59.200 Personen gehörten zur Kategorie 1, 174.500 Menschen zur Kategorie 2. Die Kürzungen betrafen vor allem territoriale Einheiten, die eine Gesamtopferzahl von mehr als 4000 Personen gemeldet hatten.
Der Befehl machte deutlich, dass die genannten Quoten nur Richtwerte waren. Zugleich verbot er ein eigenmächtiges Überschreiten der Zahlen – Überschreitungen der Quoten bedurften der Zustimmung der Lubjanka.
Eine weitere wichtige Änderung gegenüber anfänglichen Überlegungen war das Strafmaß für jene Personen, die nach Kategorie 2 erfasst waren. Stalins Rundschreiben vom 3. Juli 1937 hatte die Deportation in Arbeitssiedlungen vorgesehen. Der Befehlstext jedoch avisierte eine Strafe von acht bis zehn Jahren Lagerhaft.
Für die Behandlung der Familienmitglieder von Verfolgten machte der Befehl ebenfalls Vorschriften.

### Troikas
Troikas waren „die Terrorinstanz par excellence in der Geschichte der sowjetischen Massenrepressionen, vom Bürgerkrieg bis zu den Morden von Katyn“. Der Befehl bestimmte ihre personelle Zusammensetzung für die einzelnen Republiken, Regionen und Gebiete.
Die Troikas der „Kulakenoperation“ bildeten das „operative Rückgrat des Massenterrors“ und hatten nicht nur die gleiche Aufgabe wie die Schnellgerichte der Entkulakisierungsperiode, sondern zum Teil auch dieselben Mitglieder, zum Beispiel Stanislaw Redens, Jefim Jewdokimow, Leonid Sakowski, Wassili Karuzki, Boris Bak, Solomon Bak oder Robert Eiche.
Der Vertreter des NKWD führte ihren Vorsitz, Mitglieder waren der örtliche Parteisekretär und der Staatsanwalt. NKWD-Mitarbeiter, insbesondere der „Berichterstatter“ und der „Troika-Sekretär“, stellten das Material zusammen, das den Troikas zur Entscheidung vorlag. Dies zeigt die Vorrangstellung des NKWD gegenüber den Vertretern der Staatsanwaltschaft und der Partei.
Die Fluktuation unter den Troika-Mitgliedern war zeitweise sehr hoch. Bereits vor der Durchführung des Befehls setzte das Politbüro eine Reihe von Mitgliedern ab und berief neue. So wurden am 23. und 28. Juli 1937 die kompletten Troikas der Gebiete Saratow, Omsk und Iwanowo ausgetauscht. Bis zum 20. August 1937 ordnete das Politbüro für 17 weitere Troikas personelle Veränderungen an. Auch während der Durchführung gab es Personalwechsel: Am 2. November 1937 wurden 15 neue Troika-Vorsitzende ernannt. Abberufene Troika-Mitglieder wurden selbst Verfolgungsopfer. Die Gesamtzahl der Mitglieder wird auf zirka 350 Personen geschätzt.
Das Moskauer Zentrum von NKWD und Partei verfügte mit der Hoheit über die Zusammensetzung der Troikas über ein Mittel, um die Arbeit der örtlichen Schnellgerichte zu kontrollieren, zu radikalisieren oder auch abzubremsen.

### Untersuchung
Die zentrale Rolle bei den Untersuchungen gegen die Verhafteten kam den NKWD-Leitern der operativen Sektoren zu, in die alle Republiken, Regionen und Gebiete untergliedert waren. Dieser NKWD-Kader kontrollierte die Zusammenstellung von Verhaftungslisten, stellte den Haftbefehl aus, kontrollierte die Voruntersuchung und leitete die fertige Untersuchungsakte mit der Anklageschrift – oft nicht mehr als eine Textseite – an die Troika weiter.
Die Untersuchung wurde „verkürzt und vereinfacht“. Die elementarsten Standards rechtsstaatlicher Verfahren kamen so nicht zur Geltung: Ein Rechtsbeistand war nicht vorgesehen und eine Gegenüberstellung fand nicht statt. Sachverständige wurden nicht befragt und Beweise wurden weder systematisch beschafft noch geprüft. Die Troika bekam den Angeklagten nie zu Gesicht. Verurteilte konnten keine Revision einlegen. Geständnisse der Häftlinge spielten keine zentrale Rolle – im Unterschied zu den Prozessen gegen Angehörige der sowjetischen Elite.

### Zeitrahmen und Prioritäten
Für die Verfolgungsmaßnahme waren unterschiedliche Startzeitpunkte vorgesehen. Sie sollte generell am 5. August 1937 beginnen, in den zentralasiatischen Republiken war der Start auf den 10. August festgelegt, in Ostsibirien, in Krasnojarsk sowie in der fernöstlichen Region war der 15. August terminiert. Die vorgesehene Gesamtdauer der Maßnahme belief sich auf vier Monate.
Zunächst sollte sich die Kampagne gegen Personen der „Kategorie 1“ (Todesstrafe) richten. Der Befehl sah vor, dass Jeschow noch einmal gesonderte Anweisungen herausgeben würde, bevor gegen Personen der „Kategorie 2“ (Lagerhaft) vorgegangen werden sollte, zumindest musste Jeschow vorab dem Beginn von Verfolgungsmaßnahmen gegen diesen Personenkreis zustimmen. Diese Bestimmung drückte die praktische Sorge der Terrorplaner vor Engpässen in Lagern und Gefängnissen aus: Im Juli 1937 war noch nicht absehbar, wann genügend Kapazitäten geschaffen sein würden, um alle nach Kategorie 2 zu deportierenden Personen aufzunehmen. In einigen Territorien verurteilten die Troikas anfänglich auffällig oft Personen, die bereits seit längerem inhaftiert waren. Auf diese Weise schufen sie regelrecht Platz für Neuankömmlinge. Dieses Vorgehen war durch einen speziellen Befehlsabschnitt gestattet.

### Finanzmittel und Verwendung von Lagerhäftlingen
Das Politbüro wies den Rat der Volkskommissare am 31. Juli 1937 an, dem NKWD 75 Millionen Rubel für die Massenoperation aus seinem Reservefonds zur Verfügung zu stellen. 25 Millionen Rubel davon waren für die Kosten des Eisenbahntransports von Lagerhäftlingen der Kategorie 2 vorgesehen. 10 Millionen Rubel dienten dem Bau weiterer Lager. Die Häftlinge sollten auf bereits bestehenden Gulag-Großbaustellen eingesetzt werden, neue Lager errichten oder in der Holzwirtschaft eingesetzt werden.

## Umsetzung

### Ausführungsbestimmungen
Der operative Befehl Nr. 00447 steckte den Rahmen der Verfolgungskampagne ab. Eine Reihe von schriftlichen Ausführungsbestimmungen konkretisierte ihn. Jeschow legte zum Beispiel die Regeln fest, nach denen Gulag-Häftlinge zu erschießen waren. Hatte der NKWD-Befehl Nr. 00447 noch eine Gesamtzahl von 10.000 Gulag-Insassen genannt, so belief sich die Zahl der Erschießungen im Gulag-System am Ende der Kampagne im November 1938 auf 30.178 Personen.
Ausführungsbefehle regelten ebenfalls die Exekutionen in Spezialgefängnissen („Politisolatoren“) – dort saßen jene Menschen ein, die als die „erbittertsten Feinde der Sowjetmacht“ galten. Auch hier überstiegen die Zahl der Exekutionen und die Dauer der Maßnahme die Planvorgaben.
Nicht nur Moskau formulierte Ausführungsbestimmungen: So ist bekannt, dass der ukrainische Volkskommissar für Inneres, Israil Leplewski, mit seinen Anweisungen ebenfalls spezifische Akzente setzte. Er forderte zum Beispiel insbesondere dort zuzuschlagen, wo sich Eisenbahnunfälle gehäuft hatten, weil er dort Sabotage und Verschwörungen vermutete. Auch konzentrierte er den Terror auf die Kirche und „Sekten“.

### Phasen
Die Kulakenoperation sollte befehlsgemäß Anfang Dezember 1937 enden. Dieser Termin wurde Anfang Dezember noch einmal auf Ende Dezember 1937 verschoben. Der Jahreswechsel bildete rückblickend jedoch nicht das Ende der Kampagne, sondern markierte nur den Schluss der ersten Phase.
Nachdem die Exekutionszahlen am Ende des Vorjahrs in die Höhe geschnellt waren, herrschte zu Beginn des Jahres 1938 in den Troikas eine gewisse Unsicherheit, wie weiter zu verfahren sei. Auch innerhalb des NKWD regten sich Stimmen, die Willkür, die mit der Erfüllung der Quoten verbunden war, zu beenden. Solche Meinungen wurden jedoch rasch durch Rügen, Gruppendruck und Disziplinarverfahren unterbunden. Innerhalb der Staatsanwaltschaft bemühten sich gleichfalls einige Kader, die Kontrolle über die Troika-Urteilspraktiken zu erlangen. Zu solchen vereinzelten Initiativen kam es auch deshalb, weil bei der Staatsanwaltschaft Beschwerden über die Urteile der Troikas und Dwoikas gegen Parteikader und Angehörige der Nomenklatura eingingen. Die Unsicherheit veranlasste den sowjetischen Generalstaatsanwalt Andrei Wyschinski zu einem Rundschreiben, das die Staatsanwaltschaft anwies, entsprechende Urteile nur in Ausnahmefällen zu prüfen.
Bereits am 8. Januar 1938 forderte Frinowski in einem Zirkular, die zukünftige Ausrichtung der Kulakenkampagne auf das Eisenbahnwesen zu konzentrieren, dort gebe es massenhaft „Schädlingsarbeit“. Tatsächlich wurde zu Beginn des Jahres 1938 nicht das Ende der Operation, sondern der Beginn ihrer zweiten Phase eingeläutet. Ein Politbüro-Beschluss vom 31. Januar 1938 leitete die zweite Phase der Kulakenoperation schließlich offiziell ein. Sie sollte, regional gestaffelt, längstens bis zum 1. April 1938 fortdauern. Der von Stalin angeregte Beschluss wies ausgesuchten Territorien neue Opferkontingente zu: 48.000 Menschen sollten erschossen werden (Kategorie 1), 9.200 weitere erwartete Lagerhaft (Kategorie 2). Die Kampagne radikalisierte sich im neuen Jahr. In einigen Landstrichen wurden fast ausnahmslos Todesurteile verhängt. So verurteilten beispielsweise die Troikas der Ukraine und die Troika der Moldauischen Autonomen Sozialistischen Sowjetrepublik vom 1. Januar bis zum 1. August 1938 zusammen 830 Personen zu Lagerhaft, 36.393 Personen erhielten die Todesstrafe.
Ein Faktor für die besondere Härte der Terrorkampagne in der Ukraine war der Wechsel in der politischen Führung und im NKWD: Chruschtschow übernahm am 27. Januar 1938 das Amt des Ersten Sekretärs der Kommunistischen Partei der Ukraine, Alexander Uspenski wurde Volkskommissar für Innere Angelegenheiten. Besonders massiv wurden „antisowjetische Elemente“ auch in der fernöstlichen Region verfolgt. Frinowski, der diesen Landstrich dienstlich besuchte, erbat am 27. Juli 1938 die Erhöhung der Kontingente, sein Schreiben sah 15.000 weitere Erschießungen und 5.000 weitere Haftstrafen vor. Das Politbüro in Moskau bewilligte beides vier Tage später.
In der zweiten Phase der Befehlsdurchführung von Januar bis November 1938 konzentrierten die Täter ihre Verfolgungsanstrengungen auf die „anderen antisowjetischen Elemente“; ihr Anteil an den Verfolgten nahm deutlich zu, der Anteil der „Kriminellen“ sank hingegen beträchtlich. Die zunehmend als reale Bedrohung wahrgenommene internationale Lage spiegelte sich in einer deutlich intensivierten Suche und Identifikation von „inneren Feinden“, die ausländischen Mächten dienstbar sein könnten. Unter den nun verstärkt repressierten Zielgruppen ragten ehemalige Sozialrevolutionäre heraus. Stalin selbst hatte am 17. Januar 1938 in einem Schreiben an Jeschow verschärfte Verfolgungsmaßnahmen gegen sie angemahnt.

### Fließbandjustiz, Wettbewerb und Quotenerhöhungen
Die Troikas leisteten Fließbandarbeit. Immer wieder zeigen Troika-Protokolle, wie viele Anklagen pro Sitzung entschieden wurden: Die Leningrader Troika fällte beispielsweise am 9. Oktober 1937 658 Todesurteile, die sich auf Gefangene in den Sondergefängnissen der Solowezki-Inseln bezogen. Die Troika für die Tatarische Autonome Sozialistische Sowjetrepublik fällte am 28. Oktober 1937 256 Todesurteile, am 6. Januar 1938 waren es 202. Die Troika der Karelischen Autonomen Sozialistischen Sowjetrepublik bearbeitete am 20. November 1937 zusammen 705 Anklagen, in 629 Fällen entschied sie auf Todesstrafe. Am selben Tag verurteilte die Troika Krasnodars 1252 Personen. Die Troika von Omsk fällte am 10. Oktober 1937 1301 Urteile, davon 937 Todesurteile; am 15. März 1938 waren es 1014, davon 354 Todesurteile.
Bereits zu einem sehr frühen Zeitpunkt der Kulakenoperation baten die lokalen Machthaber um Erhöhung der ihnen zugeteilten Quoten. Ein wesentlicher Grund für diese Bitten war das Bemühen von neuen Troika-Vorsitzenden, sich „linientreuer“ und radikaler zu geben als ihre abgesetzten Vorgänger. Zudem betrachteten viele Troikas die Repressionskampagne als einen Wettbewerb um höhere Soll- und Erfolgsziffern. In Omsk forderte der bereits am 28. Juli 1937 neu inthronisierte Troika-Vorsitzende in seinem Schreiben vom 1. August 1937 an die Lubjanka eine Erhöhung der Quoten. Er begründete dies mit der inzwischen geleisteten „Stachanow-Arbeit“, die zur Verhaftung von 3008 Personen geführt habe, allesamt vorgesehen für Exekutionen.

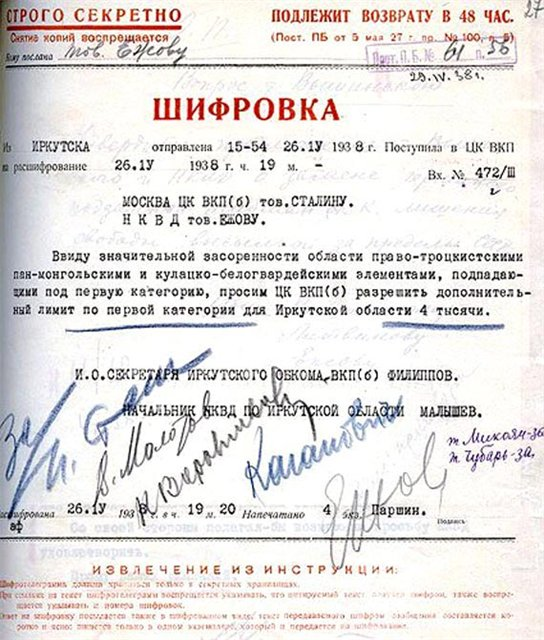
Am 26. April 1938 bitten die Irkutsker Vertreter von Partei und NKWD das Zentralkomitee in Moskau per Telegramm, die Quote der Personen, die gemäß NKWD-Befehl Nr. 00447 erschossen werden sollen, um 4000 Personen zu erhöhen. Dieser Bitte wird am 29. April 1938 vom Politbüro entsprochen. (Weiteres siehe Bildbeschreibung.)

Über die Moskauer Parteizentrale und vor allem über die Lubjanka brach im Laufe der Kulakenoperation regelrecht eine Flut von Bitten herein, die Obergrenzen – teils drastisch – zu erhöhen. Häufig schickten lokale Machthaber – wie beispielsweise der ukrainische Volkskommissar für Inneres – solche Gesuche mehrfach ab, sie baten um nochmalige Erhöhung. Fast durchweg entsprach Moskau diesen Bitten. Bislang ist kein Fall bekannt, dass lokale Machthaber es wagten, unter den im NKWD-Befehl Nr. 00447 festgelegten Obergrenzen zu bleiben, obgleich dieser Befehl eine solche Möglichkeit ausdrücklich vorsah. Ähnlich wie die Planvorgaben im sowjetischen Wirtschaftssystem wurden die Quoten für die Verhaftungen durch die NKWD-Beamten in der Provinz erfüllt oder übertroffen.
Ob die Erhöhung der Obergrenzen allein auf Initiative „von unten“ zustande kam oder ob Initiativen durch die Zentralen von Partei und NKWD ebenfalls eine Rolle spielten, ist eine offene Frage. Das Politbüro beschloss am 15. Oktober 1937 eine Erhöhung der zu verfolgenden Personen um 120.000; 63.000 von ihnen sollten exekutiert und 57.000 in Lagerhaft genommen werden. Inwieweit diese Entscheidung eine Reaktion auf zuvor artikulierte regionale Wünsche darstellte, ist offen.

### Regionale Unterschiede
Der Befehl wurde regional unterschiedlich durchgeführt. Die nachgeordneten NKWD-Akteure nutzten dabei die Möglichkeiten, die ihnen innerhalb der angegebenen Feindkategorien offenstanden. Typischerweise richteten die Täter vor Ort die Kampagne besonders gegen jene, die sie für die relevante Problemgruppe hielten. Wann immer möglich, nutzten sie die Kulakenoperation als Gelegenheit, sich dieser Gruppen zu entledigen.
Im Rajon Perm traf es etwa die in dieser Gegend vorher zwangsangesiedelten „Sondersiedler“ besonders hart: Jeder dritte Verurteilte gehörte dort dieser Gruppe an. In Westsibirien spielte der gleichzeitige Kampf gegen die ROVS eine große Rolle. In der Region um Donezk richtete sich die Kampagne vor allem gegen Randgruppen. In der Gegend um Kiew hingegen traf es Mitglieder von Religionsgemeinschaften und Abspaltungen der Russisch-Orthodoxen Kirche besonders oft.
In der ländlichen Region Altai gerieten vermeintliche „Störenfriede“ in Kolchosen und Sowchosen ins Visier des NKWD. Dort spielte auch die Grenznähe und die Erinnerung an den Bauernaufstand von Sorokino eine Rolle bei der Ausführung des Befehls: An jener antikommunistischen Rebellion hatten Anfang 1921 rund 5000 bis 10.000 Bauern teilgenommen. Wem in der Altai-Region die Teilnahme an diesem Bauernaufstand nachgesagt wurde, der musste daher mit erheblicher Strafverschärfung rechnen. In dieser Region wurden 46 Prozent aller nach NKWD-Befehl Nr. 00447 Verurteilten exekutiert, darunter 70 Prozent von denen, denen die Teilnahme am Bauernaufstand von Sorokino unterstellt wurde. Die Bekämpfung der Kriminalität stand in Leningrad und in der Oblast Jaroslawl im Vordergrund.
In der Jakutischen Autonomen Sozialistischen Sowjetrepublik hat es keine Verhaftungen nach NKWD-Befehl Nr. 00447 gegeben. Diese Region blieb im Befehl ausgespart, weil der verantwortliche NKWD-Chef glaubhaft dargelegt hatte, dass keine Kulaken und Spione in seinem Zuständigkeitsbereich aktiv seien. Verhaftungen in Jakutien gingen auf nationale Operationen zurück.

### Berichtswesen
Der Befehl schrieb vor, dass aus den Republiken, Regionen und Gebieten alle fünf Tage über den Fortgang der Aktivitäten zu berichten war – zusammenfassend per Fernschreiben und ausführlich per Post. Die Leiter der NKWD-Organe vor Ort waren dafür verantwortlich. Die Zentrale in Moskau legte nachdrücklich Wert auf diese Berichte und bereitete sie zu Übersichten auf. Für den gesamten Durchführungszeitraum sind 36 zentrale Sammelberichte überliefert.
Moskau forderte nicht nur Zahlen an, sondern auch Einschätzungen, wie die Bevölkerung vor Ort auf die Repression reagierte. Außerdem erbat Jeschow sich Informationen darüber, ob im Zuge der Kampagne „konterrevolutionäre Gruppen“ und Waffen ausgehoben werden konnten. Diese Abfrage zeigte sein Interesse daran, Verschwörungen und organisierte Kriminalität beziehungsweise organisierten Widerstand aufzudecken.
Jeschow wies die NKWD-Organe in den Republiken, Regionen und Gebieten zur zusammenfassenden Rechenschaftslegung an. Zunächst galt dafür der 15. Dezember 1937 als Einsendeschluss, kurzfristig wurde dieser Termin jedoch auf den 15. Januar 1938 verschoben. Die zentrale Statistik der Kampagne ergab zum 31. Dezember 1937 folgende Zahlen: 555.641 Menschen waren bis dahin verhaftet worden. Von ihnen wurden 553.362 Personen verurteilt, davon 239.252 zum Tode. 314.110 Menschen erhielten Lagerhaft-Strafen. 14.600 Häftlinge, die sich bereits vor Beginn der Kulakenoperation im Gulag oder in Haftanstalten befanden, waren exekutiert worden.

### Ermittlung und Akten
Jede Verhaftung basierte auf einem Haftbefehl. Dieser wiederum ging in vielen Fällen auf eigens zuvor – oft in großer Hast – erstellte Listen zurück. Bei Durchsuchungen fanden sich vergleichsweise selten belastende Materialien. Lokale Amtspersonen – auf dem Lande in der Regel der Vorsitzende des Dorfsowjets oder sein Sekretär, in der Stadt oft der Hauswart – zeichneten die Durchführung der Durchsuchung häufig gegen.
Die Befragung der Verhafteten zielte auf die sozialen Verhältnisse des Verhafteten und auf seine politische Vergangenheit. Von Interesse waren außerdem Fragen zur kriminellen Vergangenheit sowie zu unmittelbaren Verwandten.
In vielen Fällen prüfte der NKWD die Angaben des Verhafteten, indem er beim Stadt- beziehungsweise Dorfsowjet ein Gutachten über ihn in Auftrag gab. Aussagen zur sozialen Herkunft, zur politischen Vergangenheit und Einstellung sowie zur Arbeitsmoral waren hier besonders wichtig. Sofern vorhanden zogen die Ermittler auch frühere Materialien über den Verhafteten heran, vornehmlich Polizei- oder Geheimdienstakten.
In den Untersuchungsakten finden sich in der Regel auch Zeugenaussagen. Oft waren es Nutznießer des Systems, wie zum Beispiel Kolchos-Vorsitzende oder Parteimitglieder, die sich als Zeugen, Informanten oder Denunzianten zur Verfügung stellten.
Aus den vorliegenden Informationen erstellten die NKWD-Verantwortlichen die Anklageschrift. Der Berichterstatter – ein NKWD-Mitarbeiter der Miliz oder des Geheimdienstes – fertigte davon eine Kurzfassung an, die sogenannten Troikaprotokolle, die der Troika vorgelegt wurde.
Sofern die Verurteilten erschossen wurden, enthält die Untersuchungsakte auch Schriftstücke, die die Hinrichtung bescheinigen. Vorausgesetzt, Behördenvertreter befassten sich in den nachfolgenden Jahren oder Jahrzehnten mit der Frage der Rehabilitierung des Verurteilten, finden sich in den Untersuchungsakten auch – in der Regel knappe – Vermerke dazu.
Die Analyse der Ermittlungsakten zeigt insgesamt, dass sich die Kulakenoperation keineswegs als Willkürakt, den Einzelnen mehr oder weniger zufällig treffende Gewalt darstellte, sondern als bürokratisch organisierte Kampagne. Diese sollte die Durchsetzung der sozialistischen Gesellschaft stalinistischer Prägung fördern. In den Untersuchungsakten spiegelt sich das Planmäßige der staatsterroristischen Maßnahme zur endgültigen Bereinigung der sowjetischen Gesellschaft von jenen „Elementen“, die sich mit den Staatszielen nicht identifizieren mochten.

### Steuerungsinstrumente
Die lokalen Machthaber des NKWD waren von klassischen Kontrollmechanismen befreit. Weder mussten die Staatsanwaltschaft oder die offiziellen Gerichte des Landes eingeschaltet werden, noch musste in Moskau – anders als bei den „nationalen Operationen“ des Großen Terrors – vor Urteilsvollstreckung um Bestätigung nachgesucht werden.
Dem Zentrum von Partei und NKWD entglitt die Kampagne aber zu keiner Zeit. Ihre Hebel waren das Berichtswesen, die Hoheit über die personelle Zusammensetzung der Troikas und die Entscheidungsgewalt über Erhöhungen von Obergrenzen.

## Abschluss

### Entmachtung Jeschows
Ab August 1938 mehrten sich Anzeichen dafür, dass der Große Terror und damit auch die „Kulakenoperation“ dem Ende entgegengingen. Lawrenti Beria übernahm am 22. August das Amt des Stellvertreters von Jeschow. Zudem konstituierte sich am 8. Oktober 1938 eine Kommission aus Jeschow, Beria, Wyschinski, Georgi Malenkow und Nikolai Rytschkow, die eine Beschlussvorlage erarbeitete, mit der Verhaftungen, die staatsanwaltliche Aufsicht und das Untersuchungsverfahren neu geregelt werden sollten. Nach und nach übernahmen Vertraute Berias Leitungsfunktionen des NKWD.
Am 15. November 1938 billigte das Politbüro die von der Kommission entworfene Direktive. Sie legte fest, dass ab dem 16. November 1938 bis auf weiteres alle Verhandlungen von Strafsachen durch die Troikas, die Militärtribunale und das Militärkollegium des Obersten Gerichts der UdSSR einzustellen seien. Dieser von Stalin und Wjatscheslaw Molotow abgezeichnete Beschluss des Rates der Volkskommissare und des Zentralkomitees der Partei trägt das Datum vom 17. November. Er ging allen örtlichen Leitern des NKWD, den Parteisekretären sowie den leitenden Staatsanwälten aller territorialen Gliederungen der Sowjetunion zu. Der Terror endete somit, wie er begann: mit einem Beschluss des Politbüros.
Wie es zu dieser Kehrtwende und damit auch zur Beendigung des Terrors nach NKWD-Befehl Nr. 00447 kam, ist unbekannt.
Beria übernahm am 25. November 1938 die Führung des NKWD. Jeschow wurde für Exzesse im Zuge des Großen Terrors verantwortlich gemacht, am 10. April 1939 verhaftet und am 4. Februar 1940 hingerichtet.

### Kritik an Fehlern und Entstellungen
In der November-Direktive stellten Stalin und Molotow zunächst die „Erfolge“ der Repressionskampagnen heraus. Anschließend prangerten sie jedoch „schwerste Fehler und Entstellungen“ an. Stalin und Molotow zufolge war es „Feinden“ gelungen, in den NKWD und in die Staatsanwaltschaft einzudringen und diese Institutionen der Kontrolle der Partei zu entziehen.
Im Ergebnis stoppte der Beschluss vom 17. November 1938 nicht nur den Großen Terror, auch der NKWD wurde mit ihm zum Sündenbock gemacht.

### Opferbilanz
Im Vorfeld seiner Geheimrede auf dem XX. Parteitag der KPdSU (1956) ließ Staats- und Parteichef Nikita Chruschtschow eine Statistik aller Opfer des Stalinismus erstellen. Sie führte mehr als 1,5 Millionen Verhaftungen im Zuge des Großen Terrors auf, von denen mehr als 680.000 zu Exekutionen führten. Diese Zahlen umfassen jedoch längst nicht alle Opfer jener jahrelangen „Verhaftungs- und Mordkampagne“, da Todesfälle durch Folter oder während der Untersuchungshaft ebenso wenig berücksichtigt wurden wie eigenmächtige, nicht genehmigte Überschreitungen von Quoten, überliefert etwa für die Turkmenische Sozialistische Sowjetrepublik.
Heutige russische Historiker schätzen, dass allein bei der „Kulakenoperation“ nahezu 820.000 Personen verhaftet, davon 437.000 bis 445.000 erschossen worden sind. Andere geben etwa 800.000 Verhaftete und rund 350.000 bis 400.000 Erschossene an.
Dabei lag der Anteil der Exekutionen bei der „Kulakenoperation“ bei 50,4 Prozent aller auf der Grundlage des NKWD-Befehls Nr. 00447 gefällten Urteile, während bei den „nationalen Operationen“ regelmäßig – zum Teil deutlich – über 70 Prozent der Verurteilten hingerichtet wurden.
Durch die gleichzeitigen oder rasch aufeinander folgenden Terror- und Verfolgungsaktionen wurden die Gefängnisse, Lager und Sondersiedlungen des Gulag vielfach stark überfüllt. Die Zahl der Insassen wuchs von 786.595 am 1. Juli 1937 über 1.126.500 am 1. Februar 1938 auf 1.317.195 am 1. Januar 1939. Dadurch verschlechterten sich die ohnehin menschenfeindlichen Lebensbedingungen der Gulags noch weiter. 1937 starben nach amtlichen sowjetischen Statistiken 33.499 dort Inhaftierte, ein Jahr später bereits 126.585. Auch bei den Deportationen und Transporten zwischen Gulag-Stützpunkten starben 1938 38.000 Menschen mehr als 1937. Den damaligen Statistiken zufolge lag die Quote der durch Krankheiten, Invalidität oder Auszehrung Arbeitsunfähigen 1938 bei mehr als neun Prozent, also bei über 100.000 Personen. 1939 waren rund 150.000 Insassen arbeitsunfähig, Invalide nicht eingerechnet.

## Täterverfolgung und Rehabilitierung

### Säuberung des NKWD
Jeschows Nachfolger Beria „reinigte“ den NKWD und zwang 1939 über 7000 Mitarbeiter (über 22 Prozent von allen), ihren Dienst zu quittieren. Von Ende 1938 bis Ende 1939 ließ er insgesamt 1364 NKWD-Angehörige verhaften und außerdem fast alle NKWD-Leiter auf Republik- und Gebietsverwaltungsebene auswechseln. Besonders ranghöhere NKWD-Kader wurden erschossen.
Beria rehabilitierte einige Opfer der Ära Jeschow. Gleichzeitig ging unter seiner Regie der Kampf gegen „Schädlinge“, „Verschwörer“ und „Feinde“ weiter, und zwar mit den gleichen Methoden, die anderen NKWD-Mitarbeitern zum Vorwurf gemacht wurden. Das Ausmaß der Verfolgungen ging allerdings zurück, weil die Vorgaben der politischen Führungsspitze um Stalin sich verändert hatten. Zudem gab es keine Massenoperationen mehr.
Viele Troika-Mitglieder wurden selbst repressiert. Es ließen sich bis 2009 in 169 Fällen ausreichende biografische Daten ermitteln. 47 NKWD-Vertreter, 67 Parteimitglieder und zwei Vertreter der Staatsanwaltschaft wurden zum Tode verurteilt.

### Rehabilitierung von Opfern
Diskussionen um die Rehabilitierung von Terroropfern begannen bereits zu Lebzeiten Stalins in den Jahren 1939 bis 1941, ohne dass in den offiziellen Verlautbarungen und Dokumenten dieser Begriff aufgetaucht wäre. Es wurde die Frage erörtert, ob es Revisionsverfahren geben sollte und wie sie zu gestalten waren. Entsprechende Befehle und Rundschreiben bestimmten, dass die Entscheidung, ob ein Urteil zu revidieren sei, durch die vorherigen NKWD-Täter zu treffen war. Die Staatsanwaltschaft hielt sich zurück und schaltete sich nur in wenige Verfahren ein. Von November 1938 bis 1941 wurde die Entscheidung über Revisionsbegehren immer stärker zentralisiert. Einzelne Wünsche wurden aufgrund von Zeitmangel und Überlastung der zuständigen Stellen kaum noch differenziert bearbeitet. Wenn Personen aus der Haft entlassen wurden, blieben sie weiterhin im Visier der „Organe“.
Revisionsverfahren führten selten zur Erschließung neuer Beweise. Häufig wurden nur weitere „Zeugen“ durch den NKWD befragt. Deren Aussagen wurden überwiegend als Bestätigung der Aktenlage gewertet. Erkannte Formfehler in den ursprünglichen Verhaftungs- und Untersuchungsverfahren führten nicht automatisch zur Annullierung des entsprechenden Urteils. Insgesamt blieben Urteilsrevisionen und Haftentlassungen eine seltene Ausnahme.
Unmittelbar nach dem Tod Stalins am 5. März 1953 ordnete Beria eine Entlastung der überfüllten und unwirtschaftlichen Gulag-Lager an. Am 27. März 1953 wurden 1,2 Millionen Inhaftierte entlassen. „Politische“ Häftlinge wurden nicht amnestiert, sondern jene, denen unterstellt wurde, für die Gesellschaft keine Gefahr mehr darzustellen und deren Haft mit Verstößen gegen allgemeine Rechtsbestimmungen der Sowjetunion begründet worden war. Nach der Verhaftung Berias am 26. Juni 1953 setzte die neue Führungsriege um Chruschtschow diese Politik fort. Spezielle Komitees prüften die Akten derjenigen, die wegen „konterrevolutionärer Verbrechen“ verurteilt worden waren. Mitglieder dieser Komitees waren hohe Vertreter des Geheimdienstes und Angehörige der Staatsanwaltschaft – beides Täterinstitutionen der „nationalen Operationen“ und der Kulakenoperation. Die Gutachter sahen rund 237.000 Akten von Personen durch, die aufgrund von Artikel 58 des Strafgesetzbuches der Russischen Sozialistischen Föderativen Sowjetrepublik (RSFSR) inhaftiert waren – das entsprach einer Quote von 45 Prozent aller Inhaftierten, die auf Basis dieser Regelung verfolgt worden waren. 53 Prozent aller begutachteten Urteile wurden bestätigt. 43 Prozent aller Strafen wurden reduziert, sodass die Betroffenen aus der Haft entlassen wurden. Vier Prozent aller Urteile wurden aufgehoben.
In der zweiten Hälfte des Jahres 1955 gab es Amnestien, die auch die „Politischen“ betrafen. Ende 1955 lag die Gesamtzahl aller Gulag-Häftlinge, die nicht allein durch den Großen Terror, sondern auch durch weitere Verfolgungs- und Verhaftungskampagnen, unter anderem durch die massenhaft verhängten Lagerstrafen gegen freiwillig und unfreiwillig repatriierte Sowjetbürger nach Ende des Zweiten Weltkriegs, auf rund 2,5 Millionen (1950) gestiegen war, erstmals seit 20 Jahren wieder unter einer Million. Kurz vor Beginn des XX. Parteitages der KPdSU belief sich die Zahl der politischen Häftlinge auf rund 110.000. Nach Ende des Parteitages prüfte eine Kommission erneut die Urteile, die auf Basis des Artikels 58 gefällt worden waren. Bis Ende 1956 kamen so rund 100.000 Menschen aus dem Gulag frei. Anfang 1957 saßen nur noch etwa 15.000 Personen aufgrund von Artikel 58 ein. Damit befanden sich 20 Jahre nach seinem Ende die letzten inhaftierten Opfer des Großen Terrors wieder in Freiheit. Die Behörden hatten ihre Haftstrafen zuvor systematisch durch „Verlängerungen“ ausgedehnt. Angehörige von Personen, die während des Großen Terrors hingerichtet worden waren, erhielten bis in die 1980er Jahre hinein auf Nachfrage stets die Falschauskunft, die betreffende Person sei im Arbeitslager verstorben. Das wahre Sterbedatum und der Sterbeort wurden den Angehörigen erst nach 1989 mitgeteilt.
Auch während und nach der Perestroika haben die Behörden die Urteile, die in den Monaten des Großen Terrors gefällt worden sind, nicht generell als Unrecht aufgehoben. Allein für Häftlinge, die aufgrund von „politischen Verbrechen“ verurteilt worden sind, gibt es nach dem russischen Rehabilitierungsgesetz vom 18. Oktober 1991 die Möglichkeit der Rehabilitierung. Verurteilungen wegen „krimineller“ Handlungen bleiben in der Regel rechtskräftig. Bestenfalls wird das harte Strafmaß als Unrecht klassifiziert. Der enormen Ausdehnung des Kriminalitätsbegriffs in den 1930er Jahren wird damit nicht Rechnung getragen.

## Forschung, Bedeutung, Gedenken

### Veröffentlichung und Forschung
Die russische Tageszeitung Trud publizierte den Befehl mit kleineren Auslassungen erstmals am 4. Juni 1992. Weitere Dokumente der Massenoperationen des Großen Terrors erschienen in der russischen Wochenzeitung Moskowskije Nowosti am 21. Juli 1992. Zu diesem Zeitpunkt liefen die Vorbereitungen zu einer umfassenden Anklage gegen die KPdSU. Bis dahin waren die Massenoperationen allesamt vollständig geheim. Auch während seiner Geheimrede 1956 hatte Chruschtschow, der zu den Tätern der Kulakenoperation zählte, sie mit keinem Wort erwähnt.
Die Erforschung der Massenoperationen hat das Bild über die stalinistische Gewalt stark verändert. Robert Conquests Studie über den Großen Terror aus dem Jahre 1968 und die auf sie antwortenden Arbeiten der sogenannten Revisionisten konzentrierten sich – weil alle Dokumente zu den Massenoperationen sowjetisches Staatsgeheimnis waren – auf die Verfolgung von Angehörigen der Elite. Sie bildete jedoch nur die „Spitze des Eisbergs“.
Schon die unvollständige und befristete Öffnung einiger Archive ermöglichte die Erschließung wichtiger Dokumente zum Massenterror und auch zur Kulakenoperation. Mittlerweile liegen Quelleneditionen in verschiedenen Sprachen vor. Die Kulakenoperation ist als umfassendste Massenoperationen des Großen Terrors kein Geheimnis mehr, sie wird vielmehr in vielen Darstellungen zur Geschichte des Stalinismus beziehungsweise zur Geschichte der Sowjetunion erwähnt.
Die Summe der mittlerweile bekannten Quellen zur Kulakenoperation ist ungewöhnlich hoch. Es sind zudem solche, welche die Führung von Staat und Partei ausdrücklich als Urheber von Strafverfolgung und Massenmord ausweisen.

### Planung und Zentralität
Die Funde und die Interpretation der neuen Quellen erschwerten „revisionistische“ Positionen, die Stalin und seinen engsten Gefolgsleuten eine schwache Stellung bescheinigten. Die Dokumente zeigten, dass die Führung der KPdSU, insbesondere Stalin, die Kampagnen startete, steuerte und auch beendete. Die Bestimmung der Terrorziele und Opfergruppen verlief ebenfalls nicht willkürlich und zufällig, sondern ergab sich aus systematischen Überlegungen. Auch die Durchführung der Terrorkampagnen folgte klaren bürokratischen Vorgaben.
Abschließende Antworten zur historiografischen Streitfrage, wer im Interaktionsgeschehen von Zentrum und Peripherie den Ton angab, sind noch nicht formuliert. Die These einer Dominanz der Peripherie im Großen Terror befindet sich allerdings zunehmend in der Defensive. Forschungen über die Durchführung des NKWD-Befehls Nr. 00447 in der sowjetischen Provinz zeigten, dass der Einfluss Moskaus bestimmend blieb, obgleich das Politbüro und die Lubjanka den Verfolgungsorganen vor Ort erhebliche Gestaltungsspielräume einräumten. Sofern von einer Verselbständigung der Kulakenoperation ausgegangen werden könne, müsse von einer „kontrollierten oder kalkulierten Verselbständigung“ gesprochen werden.

### Historische Einordnung
Eine Reihe von Forschern betrachtet die „Kulakenoperation“ als Teil einer gewaltsamen Politik, die auf die Folgen des von den Bolschewiki bewusst herbeigeführten radikalen Umbaus der sowjetischen Gesellschaft reagierte. In der ersten Hälfte der 1930er Jahre umfasste dieser groß angelegte Umbau die forcierte Industrialisierung, die Zwangskollektivierung und Entkulakisierung sowie die Kampagnen zur Säuberung der Städte mit Hilfe von Inlandspässen. Der Große Terror habe auf die nicht intendierten Folgen dieser „zweiten Revolution“ reagiert. Es sei darum gegangen, die junge Sowjetgesellschaft mit den Mitteln von Gewaltkampagnen von ihren eklatanten Widersprüchen zu befreien. Mit Gewalt hätten die Machthaber den Traum einer homogenen sozialen und nationalen Ordnung zu realisieren versucht, um den neuen Sowjetmenschen aus der Vernichtung des alten Menschen hervorzubringen. In diesem Sinne wird die Gewalt des Großen Terrors, zu der der NKWD-Befehl Nr. 00447 einen wesentlichen Teil beitrug, gelegentlich als ein Projekt des Social Engineering verstanden.
Für den amerikanischen Historiker J. Arch Getty hat der Befehl, den er „one of the most chilling documents in modern history“ (dt. etwa „eines der erschreckendsten Dokumente der modernen Geschichte“) nennt, eine epochale Bedeutung. Der amerikanische Wirtschaftshistoriker Paul R. Gregory bezeichnet ihn als den brutalsten staatlichen Beschluss des 20. Jahrhunderts. In klarer Sprache und ohne Euphemismen, wie sie für Massenverbrechen der Nationalsozialisten typisch waren, formuliere dieses Schriftstück Logik und Verfahren der Massenverbrechen Stalins, ohne den Versuch, die dahinterstehenden tödlichen Absichten zu verbergen.
Die Mehrheit der Genozidforscher und Osteuropa-Historiker lehnt es ausdrücklich ab, mit Bezug auf die Kulakenoperation und den Großen Terror von einem Völkermord zu sprechen. Der amerikanische Historiker Norman Naimark allerdings schlägt eine Erweiterung des konventionellen Völkermord-Begriffs vor, der geeignet wäre, mehrere der großen Gewaltkampagnen der sowjetischen Geschichte – zu ihnen gehöre auch der Große Terror mit der Kulakenoperation – in der Summe als Genozid zu charakterisieren. Ihm ist hier deutlich widersprochen worden. Naimarks Kollege Ronald Grigor Suny nennt den Großen Terror einen „politischen Holocaust“. Die deutschen Osteuropa-Historiker Jörg Baberowski und Karl Schlögel sehen in der Gewalt der Massenoperationen des Großen Terrors den Versuch, „eine[r] sowjetische[n] Variante der ‚Endlösung‘“ beziehungsweise den Ausdruck der „Vorstellung von einer Endlösung der sozialen Frage“. Dieser Vergleich mit der historisch späteren deutschen Endlösung der Judenfrage ist nicht ohne Widerspruch geblieben.

### Erinnerung
Die privaten Erinnerungen der Betroffenen an den Großen Terror traten zurück hinter die kollektiven Erfahrungen der Sowjetunion im Zweiten Weltkrieg: Der „Große Vaterländische Krieg“ kostete mindestens 20 Millionen sowjetische Kriegstote. Zugleich begann durch den Sieg der Roten Armee über den Faschismus der Aufstieg der Sowjetunion zur Supermacht.
Nach dem Zerfall der Sowjetunion entstanden an vielen Orten Gedenkbücher für die Opfer des Stalinismus. Die Moskauer Zentrale der Menschenrechtsorganisation Memorial verfügt über eine umfangreiche Sammlung dieser knigi pamiati. In ihnen werden auch die Opfer des NKWD-Befehls Nr. 00447 aufgeführt.
Diese Bücher listen die grundlegenden biografischen Daten der Verfolgten auf: Geburtsort und -datum, Beruf, Nationalität und Wohnort. Zu den Angaben gehören auch solche zur Verhaftung, zum Urteil, zur urteilenden Institution und zur Hinrichtung. Häufig finden sich in den Gedenkbüchern außerdem Daten zur sozialen Herkunft des Opfers, zur Ausbildung, zur Parteimitgliedschaft sowie zu Vorstrafen.
Seit Mitte der 1990er Jahre ist zudem eine Reihe von Exekutionsstätten und Massengräbern des Großen Terrors identifiziert worden. An diesen Orten, wie den NKWD-Objekten Butowo oder Kommunarka bei Moskau, gibt es Bemühungen, der Opfer des Massenterrors zu gedenken.